# Dream No.7
Dream No. 7 ist das zweite Studioalbum der deutschen Band Reamonn. Es wurde am 3. September 2001 veröffentlicht. Bis auf das Lied Jeanny wurden alle Titel von Reamonn komponiert und getextet. Jeanny (featuring Xavier Naidoo), Weep und Life is a Dream wurden mit mittelmäßigem Erfolg als Singles ausgekoppelt.

## Entstehung
Das Album wurde, wie auch das Debüt Tuesday, von dem britischen Produzenten Steve Lyon betreut. Das Lied Jeanny stammt aus der Feder des 1998 verstorbenen österreichischen Musikers Falco und wurde von Xavier Naidoo gesungen. Diese Coverversion wurde als Single ausgekoppelt.

## Titelliste
1. Come And Go – 5:02
2. La Trieste – 3:57
3. Everytime She Goes Away – 5:48
4. C Inside – 3:32
5. Picture Of Heaven – 4:30
6. New World – 4:59
7. Flowers – 4:40
8. Only When You Sleep – 5:37
9. Life Is A Dream – 5:00
10. Weep / Streetwalker – 11:01
11. Saving An Angel – 5:33
12. Jeanny – 5:40

## Chartplatzierungen
| ChartsChartplatzierungen | Höchstplatzierung | Wochen |
| ------------------------ | ----------------- | ------ |
| Deutschland (GfK)        | 6 (13 Wo.)        | 13     |
| Österreich (Ö3)          | 37 (4 Wo.)        | 4      |
| Schweiz (IFPI)           | 26 (7 Wo.)        | 7      |

## Rezeption
Eberhard Dobler urteilt bei laut.de: „Konservative Sounds in konventionell gestrickten Songs: Die immer gleiche Einstellung der Gitarren und Drums klingt auf Dauer so kontrolliert altbacken, dass auch Elektronik und Synthie-Gefipse keine frischen Impulse mehr geben.“